# Llista d'estats sobirans del 1938

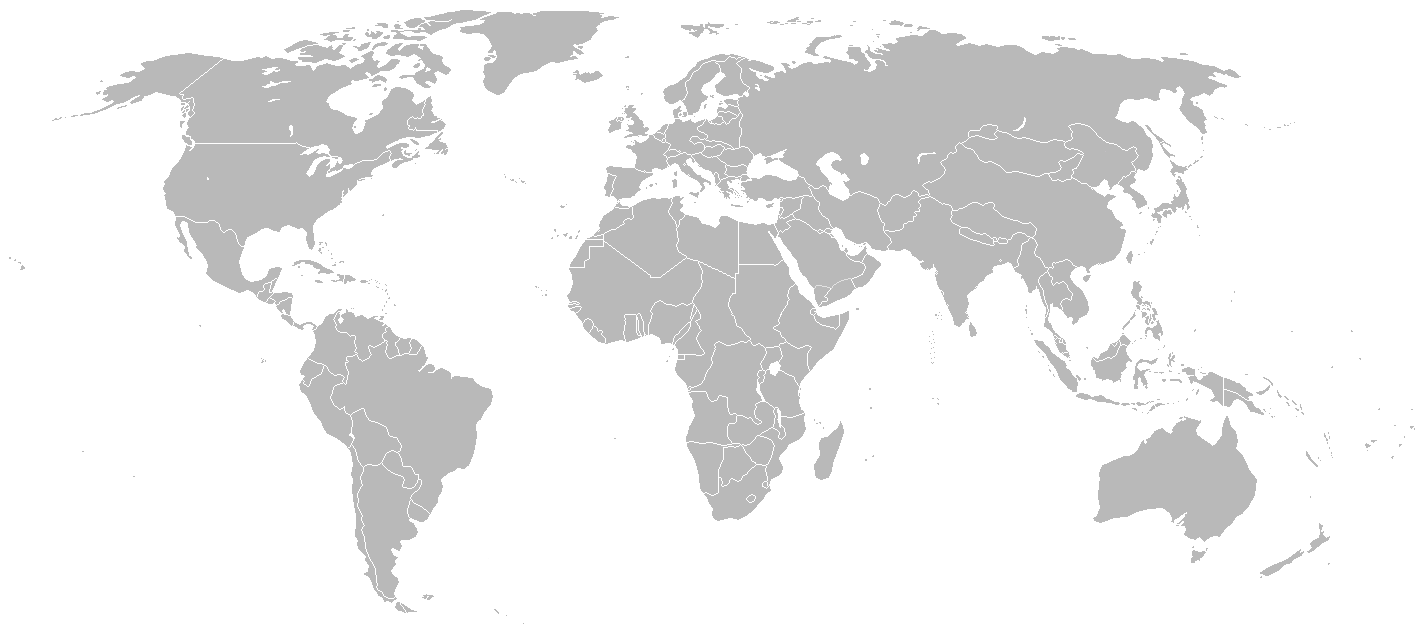
Mapa polític del món el setembre del 1938

## Estats sobirans

### A
- Afganistan – Regne de l'Afganistan
- Albània – Regne d'Albània
- Alemanya – Imperi Alemany[1]
- Andorra – Principat d'Andorra
- Aràbia Saudita – Regne de l'Aràbia Saudita
- Argentina – República de l'Argentina
- Austràlia – Commonwealth d'Austràlia
- Àustria – Estat Federal d'Àustria (fins al 12 de març)[2]

### B
- Bèlgica – Regne de Bèlgica
- Bolívia – República de Bolívia
- Brasil – República dels Estats Units del Brasil
- Bulgària – Regne de Bulgària

### C
- Canadà – Domini del Canadà
- Colòmbia – República de Colòmbia
- Costa Rica– República de Costa Rica
- Cuba – República de Cuba

### D
- Danzig – Ciutat Lliure de Danzig[3][4][5]
- Dinamarca – Regne de Dinamarca
- República Dominicana

### E
- Egipte – Regne d'Egipte
- Equador – República de l'Equador
- Espanya – República Espanyola[6]
- Estats Units – Estats Units d'Amèrica
- Estònia - República d'Estònia

### F
- Finlàndia – República de Finlàndia
- França – República Francesa[7]

### G
- Grècia – Regne de Grècia
- Guatemala – República de Guatemala

### H
- Haití – República d'Haití
- Hatay – República de Hatay (des del 7 de setembre)
- Hondures – República d'Hondures
- Hongria – Regne d'Hongria

### I
- Iemen – Regne Mutawakkilita del Iemen
- Iran – Regne de l'Iran
- Iraq – Regne de l'Iraq
- Irlanda – Irlanda
- Islàndia – Regne d'Islàndia[8][9]
- Regne d'Itàlia
- Regne de Iugoslàvia - Regne dels Serbis, Croats i Eslovens

### J
- Japó – Imperi del Japó[10]

### L
- Letònia - República de Letònia
- Libèria – República de Libèria
- Liechtenstein – Principat de Liechtenstein
- Lituània – República de Lituània
- Luxemburg – Gran Ducat de Luxemburg

### M
- Mèxic – Estats Units Mexicans
- Mònaco – Principat de Mònaco
- Mongòlia – República Popular de Mongòlia[11]

### N
- Nepal – Regne del Nepal
- Newfoundland – Domini de Newfoundland
- Nicaragua – República de Nicaragua
- Noruega – Regne de Noruega
- Nova Zelanda - Domini de Nova Zelanda

### P
- Països Baixos – Regne dels Països Baixos
- Panamà – República del Panamà
- Paraguai – República del Paraguai
- Perú – República Peruana
- Polònia – República de Polònia
- Portugal – República Portuguesa

### R
- Regne Unit – Regne Unit de la Gran Bretanya i Irlanda del Nord
- Romania – Regne de Romania

### S
- El Salvador – República del Salvador
- San Marino – Sereníssima República de San Marino[12]
- - Regne de Siam
- Sud-àfrica – Unió de Sud-àfrica
- Suècia – Regne de Suècia
- Suïssa – Confederació suïssa

### T
- Tannú Tuva – República Popular de Tannú Tuva
- Turquia – República de Turquia
- Txecoslovàquia – República Txecoslovaca[13]

### U
- Unió Soviètica – Unió de Repúbliques Socialistes Soviètiques[14]
- Uruguai – República Oriental de l'Uruguai

### V
- Ciutat del Vaticà – Estat de la Ciutat del Vaticà[15][16][17]
- Veneçuela – Estats Units de Veneçuela[18]

### X
- Xile – República de Xile
- República de la Xina

## Estats que proclamen la sobirania
- Manxukuo – Gran Imperi Manxú[19]
- Mengjiang – Govern Mongol Autònom Unit
- Tibet – Tibet
- Govern Provisional de la Xina – Govern Provisional de la Xina
- Govern Reformat de la República de la Xina (des del 28 de març)